# Cryodesma cryoabyssale
Cryodesma cryoabyssale is een pissebed uit de familie Desmosomatidae. De wetenschappelijke naam van de soort is voor het eerst geldig gepubliceerd in 1987 door Svavarsson.